# 新罗区
新罗区是中华人民共和国福建省龙岩市所辖的一个市辖区，以往未改區之前是龍巖縣。位于福建省西南部，新羅區是閩粵贛邊聯結沿海、拓展腹地的重要樞紐，是海峽西岸經濟區的重要鄰海城區，區政府駐龍川東路45號。

## 行政区划
新罗区下辖10个街道办事处、10个镇：
东城街道、南城街道、西城街道、中城街道、西陂街道、曹溪街道、东肖街道、龙门街道、铁山街道、北城街道、红坊镇、适中镇、雁石镇、白沙镇、万安镇、大池镇、小池镇、江山镇、岩山镇和苏坂镇。

## 历史沿革
夏商属九州之一的扬州地域；西周时属“七闽”地。战国时为越国领地；秦朝属闽中郡；汉永和三年（138年）建新罗县，晋太康三年（282年）置苦草镇，属新罗县（南朝宋泰始四年即公元468年罢废）。梁朝大同间（535年－546年）属龙溪县。唐开元二十四年（736年）复置新罗（什罗）县，天宝元年（742年）改名龙岩县，历属汀州、临汀郡、漳州、漳州路、漳州府。1981年9月28日撤销龙岩县并设立县级龙岩市。1997年3月21日因应龙岩地区拟撤销并拟设立地级龙岩市，原县级龙岩市撤销并设立新罗区。

## 地理环境
- 东连漳平市，西接上杭县，北邻连城县、永安市，东南与南靖县交界，西南与永定区毗邻。
- 地处亚热带南缘，多年平均气温19.8℃，降雨量1800mm，无霜期291天。森林面积335万亩，林木蓄积量1035万m3，森林覆盖率78%。
- 区内有九龙江北溪的雁石溪、万安溪等22条主干河流，多年平均径流量46亿m3。
- 区内有维管束植物2543种；陆生动物 800多种；水生动物132种。

## 人口
根据第七次全国人口普查结果显示，全区常住总人口为841745人。家庭户275307户，家庭户人口为777901人。

### 性别
男性人口431890人，占比51.31%；女性人口409855人，占比48.69%。

### 年龄构成
| 年龄分布   | 人数   | 占比   |
| ---------- | ------ | ------ |
| 0-14岁     | 171915 | 20.42% |
| 15-59岁    | 554911 | 65.92% |
| 60岁及以上 | 114919 | 13.65% |

### 城乡人口
城镇人口722334人，占比85.81%；乡村人口119411人，占14.19%。

## 主要资源
煤、石灰石、高岭土、铁、水能、木材等。

## 交通
南龙铁路：雁石南站、龙岩站。

## 经济

### 新罗区著名企业
- 福建龙净环保股份有限公司 上海证券交易所股票代码：600388 龙净环保。
- 龙岩烟草工业有限责任公司，前身龙岩卷烟厂创建于1951年，是中国大陆36家重点卷烟企业之一，福建省最大卷烟工业企业，企业综合竞争实力指数居全国同行第5位。企业核心品牌“七匹狼”，是中国驰名商标、中国名优卷烟品牌之一。
- 福建龙岩龙工机械配件有限公司，是中国龙工〔港交所股票代码：3339〕的全资子公司。

### 工农业
- 区内有大量的私有小煤窑，区内煤矿资源丰富，近年煤矿采掘业发展迅速，区内有国有煤矿采掘企业红炭山矿业集团。
- 区内石灰石资源丰富，有众多水泥生产企业，其中著名的国际跨国企业集团新加坡三德集团投资的水泥生产企业——三德水泥建材工业有限公司。
- 近年区内私有饲养业发展，主要饲养鸡、鸭、猪等家禽、家畜，区内有较大型的鸡鸭类家禽饲养、加工、出口企业——福建森宝食品集团。

## 医疗卫生
- 龙岩市第一医院，创建于1919年,位于龙岩市首府新罗区，是一所综合性三级甲等医院。

## 教育
- 龙岩学院，是一所福建省属公立全日制本科大学，创办于1958年。
- 龙岩一中，是一所公立全日制重点中学，创办于1903年。
- 闽西职业技术学院。

## 旅游景区
龙崆洞、佛教胜地天宫山、龙岩国家森林公园、天马山公园、江山“睡美人”、云顶茶园、莲台山、梅花湖、浮蔡温泉娱乐山庄、瑞华大观园、适中土楼等。

## 特产
龙岩沉缸酒：中国地理标志产品。新罗区生产沉缸酒始于1796年间。其选用优质糯米，配以祖传秘方酒曲，精心酿制，陈酿而成。龙岩沉缸酒异于别种黄酒，制作时采取两次小曲米酒入酒醅的方法，让酒醅三沉三浮，最后沉入缸底。